# 푸른 상자
《푸른 상자》(일본어: アオのハコ 아오노 하코[*])는 미우라 코지가 쓰고 그린 일본 만화다. 2021년 4월부터 슈에이샤의 주간 소년 점프에 연재되고 있다.

## 스토리
중고 일관 스포츠 강호교, 에이메이 중학고등학교의 남자 배드민턴부 소속 중학교 3학년인 이노마타 타이키는 매일 아침 여자 농구부에 소속된 선배이자 짝사랑하는 카노 치나츠와 함께 훈련을 한다. 그러나 치나츠는 타이키의 부모님이 해외로 일하기 위해 일본을 떠나자 타이키의 가족과 함께 이사한다. 현재 치나츠와 함께 살고 있는 타이키는 둘 다 각자의 팀과 함께 전국 챔피언십에 진출하기 위해 노력하면서 천천히 그녀와의 관계를 발전시키는 것을 목표로 한다.

## 등장인물

### 주요 인물
이노마타 타이키(猪股 大喜)
성우 - 치바 쇼야, 고토 토요(보이스 코믹)
본작의 주인공. 고등학교 1학년. 반은 1학년 B반→2학년 A반. 생일은 1월 15일. O형. 배트민턴부에 소속되어 있다.
카노 치나츠(鹿野 千夏)
성우 - 우에다 레이나, 쿠로사키 시오리(보이스 코믹)
본작의 히로인. 고등학교 2학년. 반은 2학년 B반→3학년 B반. 생일은 8월 26일. A형. 키는 162cm. 농구부에 소속되어 있다. 갈색 미디엄 헤어. 농구부의 차기 에이스로 잡지에서도 특집으로 꾸며질 정도로 주목받고 있으며, 학교 내에서도 유명하다. 가족이 해외에 가는 형편으로 이노타가에 얹혀살고 있다.
쵸노 히나(蝶野 雛)
성우 - 키토 아카리, 사쿠라이 미아(보이스 코믹)
본작의 또 다른 히로인. 고등학교 1학년. 반은 1학년 B반→2학년 A반. 생일은 3월 2일. B형. 리듬체조부에 소속되어 있다. 쇄골까지의 얇은 붉은 머리를 뒤에서 경단으로 2개로 정리하고 있다. 키는 150cm 정도. 타이키와는 놀리는 사이이며 치나츠의 존재를 조금 신경쓰고 있다.

### 에이메이 중학고등학교

#### 배드민턴부
카사하라 쿄(笠原 匡)
성우 - 코바야시 치아키, 타카키 군지(보이스 코믹)
고등학교 1학년. 반은 1학년 B반→ 2학년 A반. 블록의 센터로 안경을 쓰고 있다.
하류 켄고(針生 健吾)
성우 - 우치다 유마
고등학교 2학년. 반은 2학년 B반→3학년 B반. 머리 색은 진한 갈색 머리. 치나츠와 같은 반으로 2학년에서는 함께 학급 위원을 하고 있다.
니시다 료스케(西田 諒介)
성우 - 사카타 쇼고
고등학교 2학년. 반은 2학년은 불명, 3학년 A반.
유사 하루토(遊佐 晴人)
유사 슈지의 남동생.
효도 아카리(兵藤 あかり)
효도 쇼타의 여동생.
모리야 아야메(守屋 菖蒲)
성우 - 이치노세 카나
하류 켄고의 여자친구인 모리야 카렌의 여동생.

#### 리듬체조부
시마자키 니이나(島崎 にいな)
성우 - 유이카와 아사키
고등학교 1학년. 반은 1학년 B반→2학년 A반. 히나의 친구이며 타이키와 같은 반.

#### 농구부
후나미 나기사(船見 渚)
성우 - 나가세 안나
고등학교 2학년. 반은 2학년 B반. 치나츠를 신뢰하고 있어, 치나츠를 경시하고 있던 카고하라 학원 고교 여자 농구 부원에 대해 분노를 나타내었다.
마츠오카 카즈마(松岡 一馬)
성우 - 카지 유우키
에이메이 고등학교 남자 농구부. 미국 유학에서 돌아온 귀국 자녀이며 영어가 능숙하다. 치나츠에게 호의를 보이고 있다.

### 치나츠의 친구
고토 유메카(後藤 夢佳)
중학교 때 에이메이였던 인물. 고등학교에 들어가기 전에 농구를 그만두고 이사했다.
모리야 카렌(守屋 花恋)
성우 - 시라이시 하루카
흑발로 긴 머리. 타이카 왈 '대단한 미인'.

### 사카자와 고등학교
유사 슈지(遊佐 柊仁)
성우 - 오노 켄쇼
고등학교 1학년. 머리는 회색이고 매쉬.
효도 쇼타(兵藤 将太)
성우 - 오노 유키
고등학교 3학년. 배드민턴의 모든 능력이 탁월한 선수이며, 하류와는 라이벌 관계.

### 시모토미 고등학교
키시 쇼이치로(岸 祥一郎)
성우 - 카와니시 켄고
고등학교 1학년. KTS 주니어 시절, 하류와 복식에서 짝을 이루고 있었다.

### 주요 인물의 가족
이노마타 유키코(猪股 由紀子)
성우 - 유즈키 료카, 노토 마미코(보이스 코믹)
타이키의 어머니. 에이메이 농구부 OG에서, 치나츠의 어머니와는 농구부 시대의 전 팀 메이트.
타이키의 아버지.
성우 - 마에다 히로키, 모리타 노리아키(보이스 코믹)
타이키의 할아버지.
성우 - 미야자키 사토시
치나츠의 어머니.
성우 - 나즈카 카오리, 마루야마 미키(보이스 코믹)
타이키의 어머니와는 전 팀메이트였던 관계이고 해외에 가는 동안 치나츠를 이노마카의 집에 동거시킨다.
카노 후유키(鹿野 冬樹)
치나츠의 아버지. 치나츠에 의하면 '무슨 생각을 하고 있는지 모를 사람'.

### 그 외의 등장인물
이토(伊藤)
성우 - 우치다 슈이치
에이메이 중학교 고등학교의 학생으로, 타이키의 클래스메이트. 전부터 히나를 신경쓰고 있었다.

## 서지 정보
- 미우라 코지 《푸른 상자》 슈에이샤 〈점프 코믹스〉, 기간  19권(2025년 3월 4일 현재)
  1. 「千夏先輩」2021년 8월 4일 발매[3], ISBN 978-4-08-882731-5
  2. 「普通の女子」2021년 10월 4일 발매[4], ISBN 978-4-08-882794-0
  3. 「一本っ！」2022년 1월 4일 발매[5], ISBN 978-4-08-883007-0
  4. 「脈アリ」2022년 3월 4일 발매[6], ISBN 978-4-08-883063-6
  5. 「行かないと」2022년 6월 3일 발매[7], ISBN 978-4-08-883149-7
  6. 「8月26日」2022년 8월 4일 발매[8], ISBN 978-4-08-883192-3
  7. 「私は知ってる」2022년 10월 4일 발매[9], ISBN 978-4-08-883259-3
  8. 「花が咲くまで」2022년 12월 2일 발매[10], ISBN 978-4-08-883389-7
  9. 「俺はわかってる」2023년 2월 3일 발매[11], ISBN 978-4-08-883433-7
  10. 「1つのことだよ」2023년 5월 2일 발매[12], ISBN 978-4-08-883539-6
  11. 「最強の感情」2023년 8월 4일 발매[13], ISBN 978-4-08-883591-4
  12. 「話したいことがあるから」2023년 10월 4일 발매[14], ISBN 978-4-08-883690-4
  13. 「挑戦者」2023년 12월 4일 발매[15], ISBN 978-4-08-883790-1
  14. 「学年差なんて」2024년 3월 4일 발매[16], ISBN 978-4-08-883848-9
  15. 「そんなことないです」2024년 6월 4일 발매[17], ISBN 978-4-08-884041-3
  16. 「ファイナルゲーム」2024년 8월 2일 발매[18], ISBN 978-4-08-884133-5
  17. 「最後の花火」2024년 10월 4일 발매[19], ISBN 978-4-08-884207-3
  18. 「楽しめよ」2024년 12월 4일 발매[20], ISBN 978-4-08-884383-4
  19. 「この気持ちは」2025년 3월 4일 발매[21], ISBN 978-4-08-884410-7

## TV 애니메이션
텔레콤 애니메이션 필름의 애니메이션 제작으로 텔레비전 애니메이션화되었다. 2024년 10월부터 2025년 3월까지  TBS 계열 등에서 연속 2쿨로 방송되었다. 프로그램의 선전 대사로서 팬인 모리타 히카루(사쿠라자카46)가 취임해 방송 개시일 TBS 텔레비전의 정보 프로그램에 출연해 선전을 했다.
제2기의 제작이 결정되었다.

### 스태프
- 원작 - 미우라 코지
- 감독 - 야노 유이치로
- 시리즈 구성·각본 - 카키하라 유코
- 캐릭터 디자인 - 타니노 미호
- 서브 캐릭터 디자인 - 오가와 마이
- 프롭 디자인 - 오가와 마이, 와타나베 켄스케(제13화~제25화)
- 액션 작화 감독 - 노구치 히로아키
- 메인 애니메이터 - 타케다 요시히로
- 미술 감독 - 후지이 오우노오우
- 미술 설정 - 하치야 쇼헤이, 이이 오사무
- 색채 설계 - 콘노 나루미
- 촬영 감독 - 카와시타 유키
- 캐릭터 특수 효과 - 미타 료코
- 편집 - 카사하라 요시히로
- 음향 감독 - 아케타가와 진
- 음악 - 오오마마 타카시
- 음악 제작 - TMS 뮤직
- 크리에이티브 어드바이저 - 모기 신고
- 치프 프로듀서 - 스즈키 타카히로, 하야시 타츠로
- 프로듀서 - 키시다 타쿠마, 이시야마 타카히로, 타나카 준이치로, 이노우에 유지
- 애니메이션 프로듀서 - 키쿠치 히토시
- 기획 프로듀스 - UNLIMITED PRODUCE by TMS[2]
- 애니메이션 제작 - 텔레콤 애니메이션 필름[2]
- 제작 - 푸른 상자 제작위원회

### 주제가
Same Blue
오피셜히게단디즘에 의한 제1기 제1쿨 오프닝 테마. 작사·작곡은 후지하라 사토시, 편곡은 오피셜히게단디즘.
틴에이지 블루(ティーンエイジブルー)
Eve에 의한 제1기 제1쿨 엔딩 테마. 작사·작곡은 Eve, 편곡은 Numa, Zingai
그렇다면(然らば)
마카로니 엔피츠에 의한 제1기 제2쿨 오프닝 테마. 작사·작곡은 핫토리, 편곡은 마카로니 엔피츠.
Contrast(コントラスト)
TOMOO에 의한 제1기 제2쿨 엔딩 테마. 작사·작곡은 TOMOO, 편곡은 에구치 료, TOMOO.
渚
야마다 요시타카에 의한 제1기 제19화 삽입곡.
Blues Drive
야마다 요시타카에 의한 제1기 제19화 삽입곡. 작사는 요시다 야마다, 작곡은 나카지마 준코.
恋色
제1기 제24화 삽입곡.

### 에피소드 목록
| 화수   | 제목                                         | 그림 콘티                 | 연출                          | 작화 감독 | 총작화 감독                                         | 방송일          |
| ------ | -------------------------------------------- | ------------------------- | ----------------------------- | --- | --------------------------------------------------- | --------------- |
| 제1화  | 千夏先輩 치나츠 선배                         | 야노 유이치로             | 오야마다 케이코               | 오가와 마이 tofu | 타니노 미호                                         | 2024년 10월 3일 |
| 제2화  | インターハイ行ってください 전국 대회에 가 줘 | 야노 유이치로             | 에조에 히토미                 | tofu 미야지마 아야 丁亦楠 | 이소코 시노부                                       | 10월 10일       |
| 제3화  | ちー 치이                                    | 야노 유이치로             | 코사카 하루메                 | 아베 히사시 카노 아키라 아오키 마호 | 니이 마나부                                         | 10월 17일       |
| 제4화  | あいつが勝ったら 저 녀석이 이기면            | 니시타 마사요시           | 키타가와 마사토               | 이나가키 마리코 사카구치 시오리 타카하시 히로후미 세키후지 히로오 이주학 타카스 미야코 鄺家裕 이이노 메구미 | 이소코 시노부 니이 마나부 미야지마 아야             | 10월 24일       |
| 제5화  | 水族館 수족관                                | 야노 유이치로             | 오야마다 케이코               | 오가와 마이 우라나카 토시히로 | 타니노 미호                                         | 10월 31일       |
| 제6화  | がんばれって言って 힘내라고 말해 줘          | 伊庭一清                  | 츠치야 야스오                 | 오가와 마이 tofu 김신우 박수복 | 타니노 미호 니이 마나부 이소코 시노부               | 11월 7일        |
| 제7화  | 一つちょうだい? 한 개 줘                     | 에조에 히토미             | 에조에 히토미                 | 히로나카 치에미 카와하라 쿠미코 카와모리 노보루 이케다 타츠야 STUDIO MASSKET | 니이 마나부 미야지마 아야 타니노 미호 이소코 시노부 | 11월 14일       |
| 제8화  | 一本っ! 1점!                                 | 니시타 마사요시           | 요시다 슌지                   | 鄺家裕 이이노 메구미 후지타 마호 마루야마 쿄헤이 衛思晴 高永強 禚金琪 王昕帆 司明宇 彭曉萌 呼士鐸 李雨飛 王欣月 徐駿豪 陳杜 鄒可怡                                                                                    | 타니노 미호 니이 마나부 미야지마 아야               | 11월 21일       |
| 제9화  | 応援するよ 응원할 거야                       | 야마토 유카               | 야마토 유카                   | 高永強 衛思晴 禚金琪 王昕帆 司明宇 彭曉萌 李雨飛 呼士鐸 王欣月 徐駿豪 徐潔虹 胡婉如 陳杜 | 타니노 미호 미야지마 아야                           | 11월 28일       |
| 제10화 | 良くないこと 그러면 안 되는 일               | 니시타 마사요시           | 아즈마 료스케                 | tofu 오가와 마이 김신우 박수복 長春知行合一動漫 | 이소코 시노부                                       | 12월 5일        |
| 제11화 | ダサいぞ!! 꼴사나워!!                        | 니시타 마사요시           | 이와타 미즈키                 | 이시즈카 리오 이노우에 리카 오오노 츠토무 王晨陽 吳純純 王宏濤 朱辰揚 오카모토 에리카 사사키 미호 | 이소코 시노부                                       | 12월 12일       |
| 제12화 | 女の子って 여자애는                          | 야마토 유카 야노 유이치로 | 오야마다 케이코               | tofu 오가와 마이 우라나카 토시히로 | 타니노 미호 니이 마나부 미야지마 아야               | 12월 19일       |
| 제13화 | ラリーしたいです 랠리하고 싶어요             | 니시타 마사요시           | 아즈마 료스케                 | tofu 우라나카 토시히로 김신우 박수복 야마미치 토이 이이노 메구미 | 타니노 미호 이소코 시노부 니이 마나부 미야지마 아야 | 2025년 1월 3일  |
| 제14화 | どういう文脈? 뜬금없이?                      | 야노 유이치로 야마토 유카 | 에조에 히토미                 | 타케다 요시히로 오가와 마이 마루야마 쿄헤이 tofu 코야마 나호 이이노 메구미 鄺家裕 | 이소코 시노부 니이 마나부 타니노 미호 미야지마 아야 | 1월 9일         |
| 제15화 | 8月26日 8월 26일                             | 오오카와 타카히로         | 오오카와 타카히로             | tofu 타케다 요시히로 마루야마 쿄헤이 스에나가 코이치 코야마 나호 우라나카 토시히로 시시도 쿠미코 | 이소코 시노부 니이 마나부 타니노 미호 미야지마 아야 | 1월 16일        |
| 제16화 | ずるい女 치사한 여자                         | 니시타 마사요시           | 아리모토 지로                 | 오가와 마이 카와하라 쿠미코 타카하시 나리유키 요시다 하지메 타케우치 아키라 니시데 아야카 와타나베 하루 Animore | 니이 마나부 이소코 시노부 타니노 미호 미야지마 아야 | 1월 23일        |
| 제17화 | 見たいでしょ 보고 싶어                       | 오쿠다 요시코             | 오쿠다 요시코                 | 스에나가 코이치 타케다 요시히로 tofu 마루야마 쿄헤이 시시도 쿠미코 코야마 나호 시모지마 마코토 김신우 박수복 大连不熊动画                                                                                             | 타니노 미호 니이 마나부 이소코 시노부 미야지마 아야 | 1월 30일        |
| 제18화 | 私は 知ってる 나는 알아                      | 야노 유이치로             | 츠쿠시 다이스케               | 오가와 마이 우라나카 토시히로 니시데 아야카 tofu 야기 모토키 Madeline M Ali Mukhtar 타카하시 나리유키 야마미치 토이 카와하라 쿠미코 丘 劉文慧 黄飛 陳小倩 李子俊 孫俊豪 渠逸辰 梅愛箱 味增拉面 王瑞浩 하기와라 아사히 | 이소코 시노부 니이 마나부 타니노 미호 미야지마 아야 | 2월 6일         |
| 제19화 | 予定あるんだ 약속이 있어                     | 야마토 유카               | 오야마다 케이코               | 타카타 요이치 사케다 아이코 시모지마 마코토 노구치 히로아키 오가와 마이 요네카와 劉文慧 陳小倩 李子俊 孫俊豪 渠逸辰 tofu 마루야마 쿄헤이                                                                              | 니이 마나부 이소코 시노부 타니노 미호 미야지마 아야 | 2월 13일        |
| 제20화 | 親友として                                   | 스즈키 유마               | 스즈키 유마                   | 타케다 요시히로 tofu 우라나카 토시히로 야기 모토키 니시데 아야카 시시도 쿠미코 劉文慧 陳小倩 李子俊 孫俊豪 渠逸辰 黄飛 藍河 趙小川 陳玲玲 沈益智                                                                      | 타니노 미호 이소코 시노부 니이 마나부 미야지마 아야 | 2월 20일        |
| 제21화 | 花が咲くまで 꽃이 필 시기                    | 야노 유이치로 야마토 유카 | 야마토 유카                   | 마루야마 쿄헤이 타카타 요이치 오가와 마이 사카타 아이코 노구치 히로아키 카와하라 쿠미코 야마미치 토이 니시데 아야카 長春知行合一動漫 일영공방                                                                         | 타니노 미호 니이 마나부 미야지마 아야 이소코 시노부 | 2월 27일        |
| 제22화 | いのた! 이노타!                              | 스즈키 리사               | 스즈키 리사                   | 스즈키 리사 이자와 타마미 카와사키 레이나 히나타 마사키 무라타 무츠키 | 타니노 미호                                         | 3월 6일         |
| 제23화 | ぐるぐる 빙글빙글                            | 호리카와 유코             | 에조에 히토미                 | 오오우치 리키 捨月動画 無錫極速蝸牛動畫 無錫月霊動画 半扇門 合肥板絵動画 江影 | 타니노 미호 니이 마나부 미야지마 아야 이소코 시노부 | 3월 13일        |
| 제24화 | ジェットコースター 롤러코스터                | 오쿠다 요시코             | 오쿠다 요시코                 | tofu 타카타 요이치 시모지마 마코토 타케다 요시히로 김신우 박수복 오가와 마이 스에나가 코이치 노구치 히로아키 와타나베 켄스케 마루야마 쿄헤이                                                                          | 이소코 시노부 니이 마나부 타니노 미호 미야지마 아야 | 3월 20일        |
| 제25화 | それでも 그래도                              | 야노 유이치로 야마토 유카 | 오야마다 케이코 츠치야 야스오 | 마루야마 쿄헤이 tofu 오가와 마이 타케다 요시히로 와타나베 켄스케 우라나카 토시히로 타카타 요이치 시시도 쿠미코 스에나가 코이치 사카타 아이코                                                                          | 타니노 미호 이소코 시노부 니이 마나부 미야지마 아야 | 3월 27일        |

| TBS 계열 목요일 23:56~0:26 | TBS 계열 목요일 23:56~0:26 | TBS 계열 목요일 23:56~0:26 |
| 이전 작품                  | 작품명                     | 다음 작품                  |
| -------------------------- | -------------------------- | -------------------------- |
| 라멘 아카네코(제1기)       | 푸른 상자(제1기)           | 록은 숙녀의 소양이기에     |